# Billet de 50 centimes congolais
Recto
Verso
Chronologie
Billet 20CC Billet 1FC
Le billet de 50 centimes congolais est une unité monétaire ancienne qui fut autrefois utilisée en République démocratique du Congo (RDC). Émis par la Banque Centrale du Congo (BCC), ce billet est aujourd'hui considéré comme une relique de l'histoire économique du pays. Son utilisation a été progressivement abandonnée en raison de sa faible valeur et de la dévaluation constante de la monnaie. Ce billet témoigne de l’époque où de petites coupures avaient une valeur d'achat avant de perdre toute utilité pratique en raison de l’inflation.

## Historique
Le billet de 50 centimes congolais a été introduit dans les premières années suivant l'indépendance du Congo, lorsque le pays, alors connu sous le nom de Congo-Léopoldville (puis Zaïre et de nouveau République démocratique du Congo), tentait de mettre en place sa propre monnaie nationale. Dans les années 1960 et 1970, ce billet avait encore une valeur économique réelle et permettait d'acheter certains produits de base,.
Cependant, avec les crises économiques, l'instabilité politique et la montée de l'inflation dans les années 1998 et 1999, la valeur du franc congolais s'est fortement érodée. En conséquence, le billet de 50 centimes a progressivement perdu de sa valeur et n’était plus utilisé dans les transactions courantes, avant d'être officiellement retiré de la circulation par la Banque Centrale vers 2005.

## Caractéristiques
Bien que de petite dénomination, le billet de 50 centimes congolais comportait des éléments visuels distinctifs :
1. Couleur : Ce billet arborait souvent une teinte spécifique, généralement dans des tons marrons ou bruns, permettant de le distinguer des autres coupures.
2. Illustrations : Les motifs du billet incluaient des symboles culturels et historiques, tels que des portraits ou des scènes représentant le patrimoine congolais comme la tête d’un Okapi.
3. Signes de sécurité : Comme les autres billets de la BCC, celui-ci possédait des signes de sécurité basiques comme des filigranes, pour éviter la contrefaçon.

## Utilisation et valeur
À l'époque de son émission, le billet de 50 centimes congolais avait une utilité réelle pour les transactions quotidiennes et permettait l'achat d'articles à faible coût. Cependant, avec le temps, sa faible valeur nominale ne pouvait plus suivre l'inflation galopante qui frappait l'économie congolaise. Le billet a rapidement été jugé inutile dans le contexte économique du pays, où les prix augmentaient continuellement, rendant les petites coupures de moins en moins pertinentes.

### Retrait de la circulation
En raison de la dévaluation et de l’inflation des décennies passées, le billet de 50 centimes congolais a été retiré de la circulation, bien avant les années 2005, lors de diverses réformes économiques et monétaires menées par le gouvernement et la Banque Centrale. Ce retrait faisait partie d'un effort plus large pour simplifier la monnaie en circulation en se concentrant sur des coupures de plus grande valeur, mieux adaptées aux réalités économiques du pays.

### Importance historique et de collection
Aujourd'hui, le billet de 50 centimes congolais n’a plus aucune valeur légale, mais il conserve un intérêt pour les collectionneurs et les passionnés de numismatique. En tant que pièce de collection, il représente un souvenir des transformations économiques du Congo et symbolise une époque où des valeurs monétaires aussi faibles avaient encore un pouvoir d'achat significatif. Les billets de cette époque, y compris celui de 50 centimes, sont recherchés pour leur valeur historique et leur rareté.